# Вестфальская ветчина

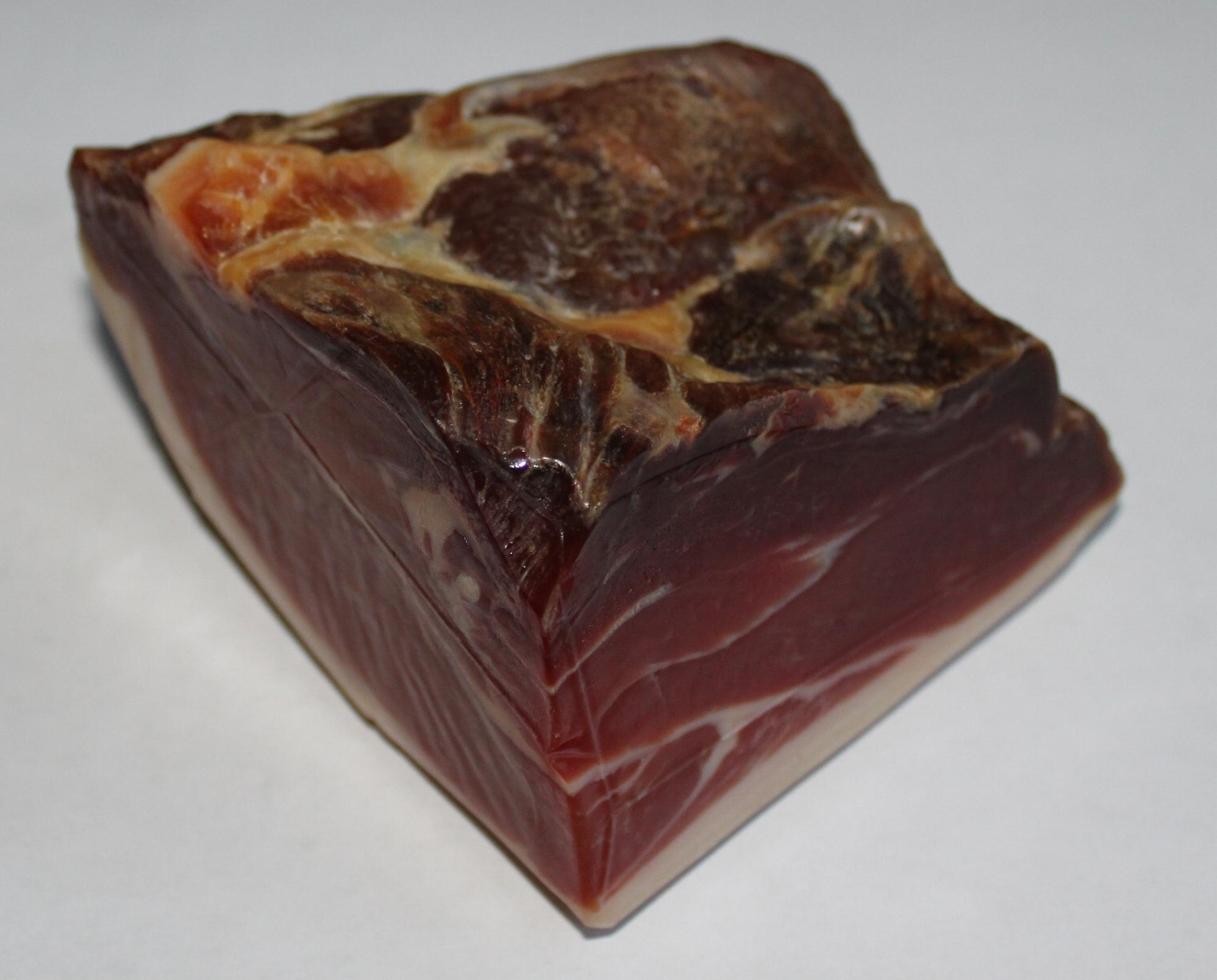
Вестфальская ветчина

Окорока вареные, с откинутой плащом кожей, румянели розоватым салом. Окорока вестфальские провесные, тоже с откинутым плащом, спорили нежной белизной со скатертью.

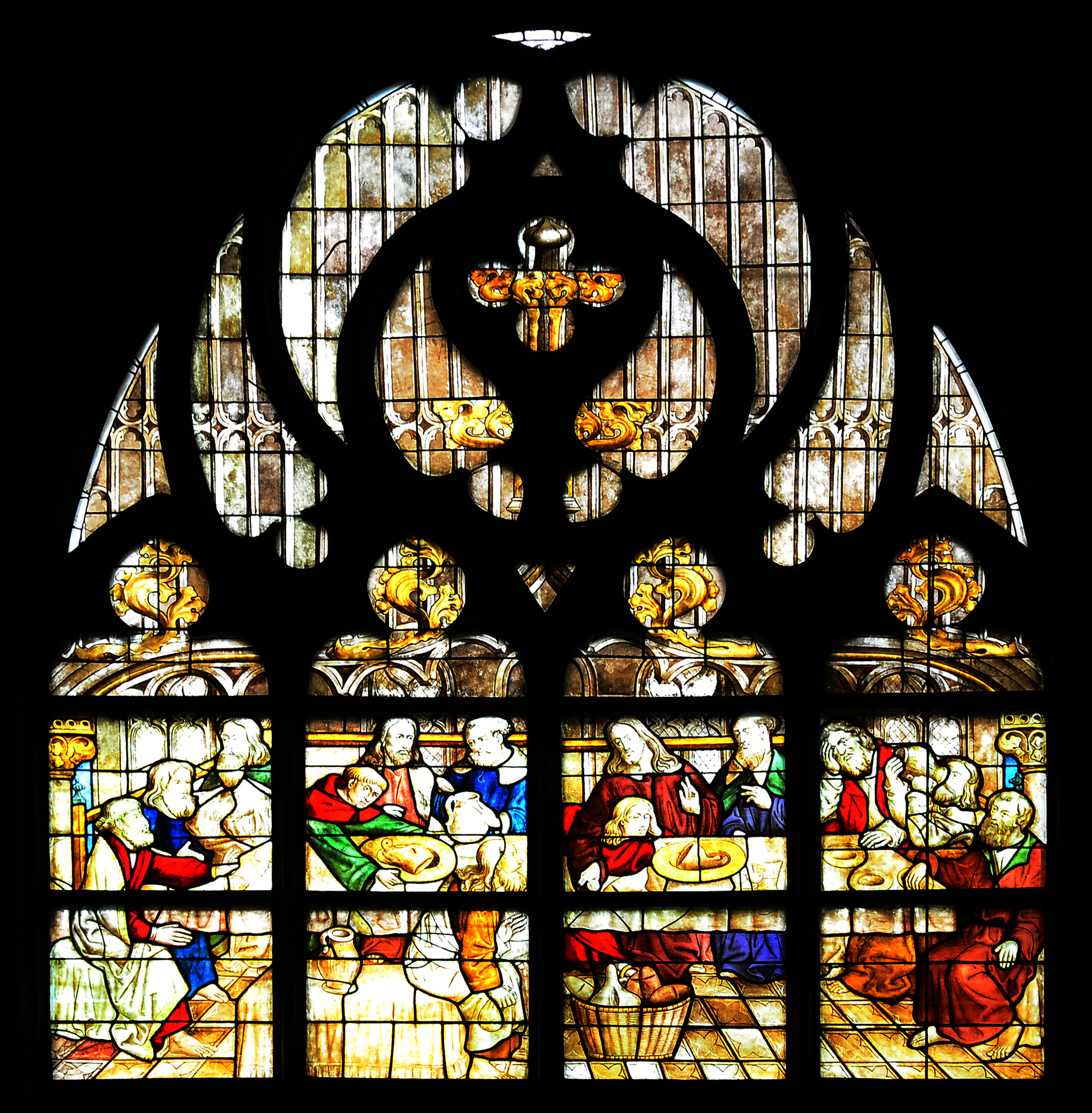
Витраж «Вестфальская тайная вечеря»

Вестфа́льская ветчина (нем. Westfälischer Schinken) — традиционная сырокопчёная ветчина из Вестфалии с особо пряным ароматом. Считается «кулинарной жемчужиной Вестфалии». Имеет защищённое обозначение происхождения. Особый вкус вестфальская ветчина приобретает благодаря тому, что её готовят вместе с трубчатыми костями. Ветчина в Вестфальской бухте, Оснабрюке и Зауэрланде известна с эпохи Раннего Средневековья, ею торговали в Кёльне ещё в XII веке. Вестфальскую ветчину поставляли к королевским и княжеским дворам, она увековечена в «Вестфальской тайной вечере» — витраже в церкви в Св. Марии на Лугу в Зосте, где Христос с апостолами вкушает вестфальскую ветчину с пумперникелем и пивом. Свиноводство в Вестфалии получило развитие благодаря обширным дубравам, регион даже получил ироничное прозвище «родина ветчины». Свиней на классическую вестфальскую ветчину откармливают желудями. Вестфальскую ветчину готовят также из находящейся под угрозой исчезновения бентхаймской породы.
Вестфальскую ветчину сначала обрабатывают вручную смесью из соли, сахара и селитры и оставляют просолиться в течение полутора месяцев, затем промывают, высушивают и подвергают холодному копчению на буковых дровах в течение 3—5 месяцев до достижения тёмно-красного цвета и золотистой шкурки. Затем ветчина вызревает ещё в течение нескольких месяцев, после чего удаляют кости. Процесс провяливания вестфальской ветчины занимает от шести до 18 месяцев — у самых качественных сортов. В настоящее время производят вестфальскую сыровяленую ветчину с мягким вкусом. Для посола ветчины требовалась прохладная погода, поэтому сезон её производства начинался всегда осенью, а потреблять вестфальскую ветчину начинали в мае, в сезон спаржи в Германии, и их часто сервировали вместе. Из остатков ветчины на кости готовят запеканку «ветчинная могила».
В стихотворении Г. Р. Державина «Фелица» среди прочих яств на пиру фигурирует «славный окорок вестфальский». Вестфальская ветчина наряду со страсбургскими пирогами и бордоским вином упоминается в сказке М. Е. Салтыкова-Щедрина «Соседи» как атрибут «полезного досуга» русского Ивана Богатого «на тёплых водах» в Европе.